# Южный речной порт

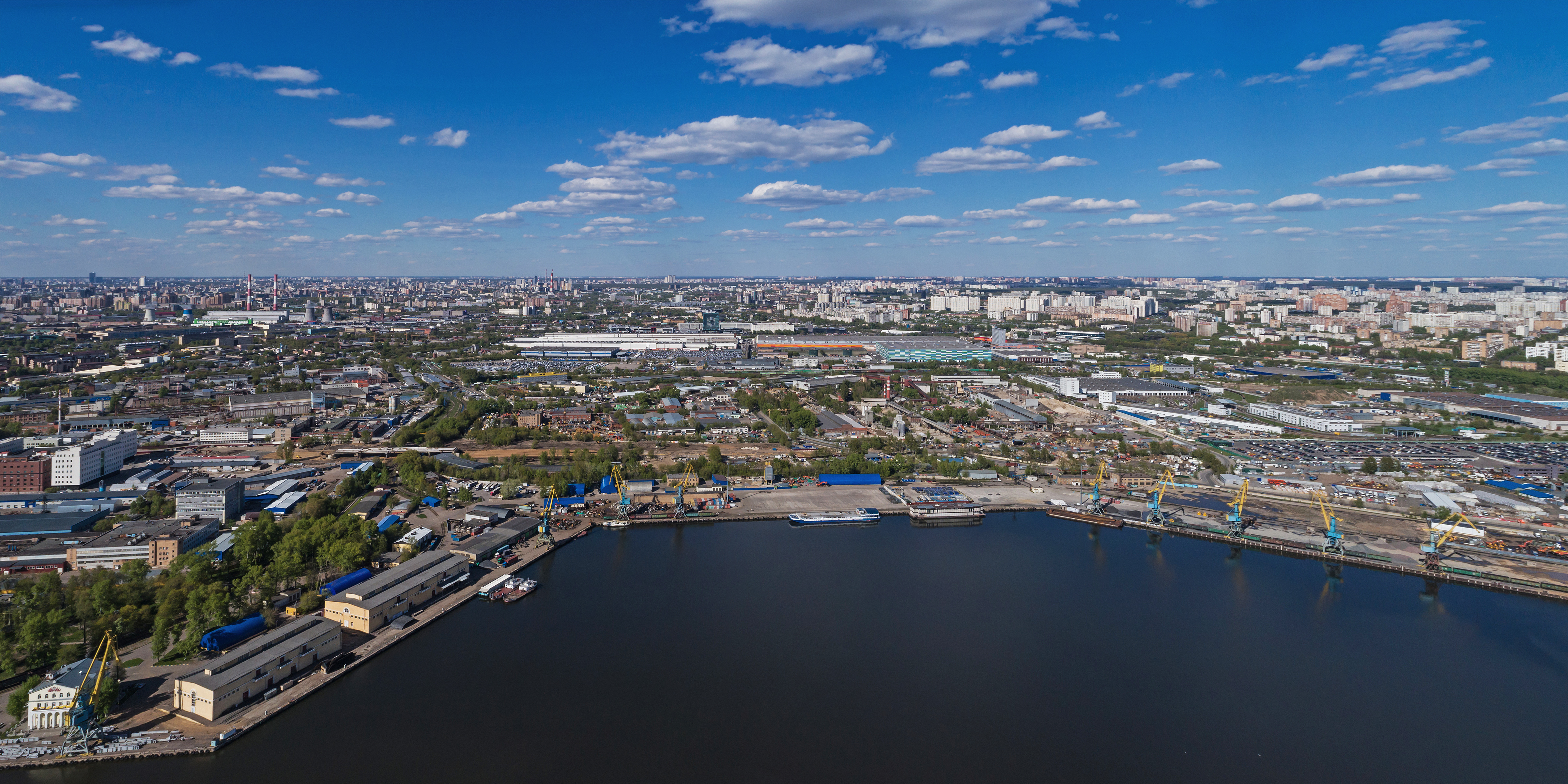
Южный речной порт, вид с воздуха

Ю́жный речно́й порт — крупнейший грузовой речной порт в городе Москве, расположен в низинной юго-восточной части города на левом берегу реки Москвы. Построен в южной части бывшего Сукина болота. Ближайшие станции метро — «Кожуховская», «Печатники».

## История

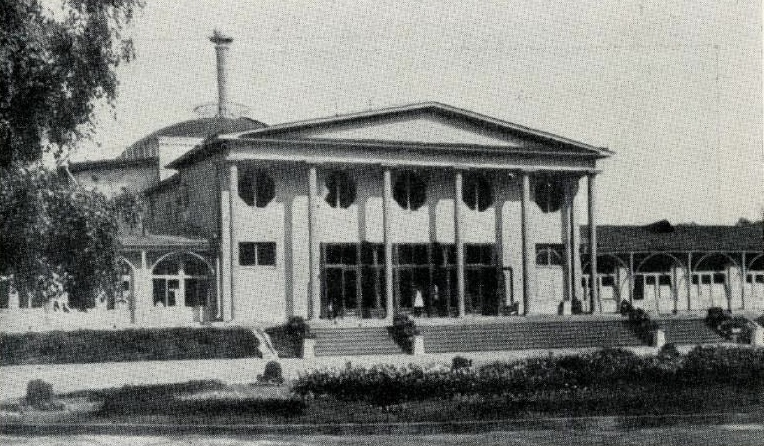
Фрагмент главного фасада московского Южного речного вокзала, 1932—1940

В 1937 году по окончании строительства канала Москва-Волга, Москва получила новый глубоководный речной путь к Волге. К тому времени была определена программа коренной реконструкции Московского транспортного узла, превращения столицы в крупнейший речной порт. В Москву стал прибывать крупнотоннажный флот, для него требовались большие погрузо-разгрузочные мощности, что вызвало необходимость строительства портов в разных частях города. 15 сентября 1939 года Государственная комиссия приняла первый объект Южного речного порта, он был построен силами НКВД, то есть посредством труда заключённых. Южный порт оснастили мощными комплексами по перевалке грузов прямого железнодорожно-водного сообщения с развитой сетью подъездных железнодорожных путей.
Для пассажирских перевозок в Южном порту построили здание Южного речного вокзала, которое функционировало с 1932 по 2008 годы.

## Современное состояние

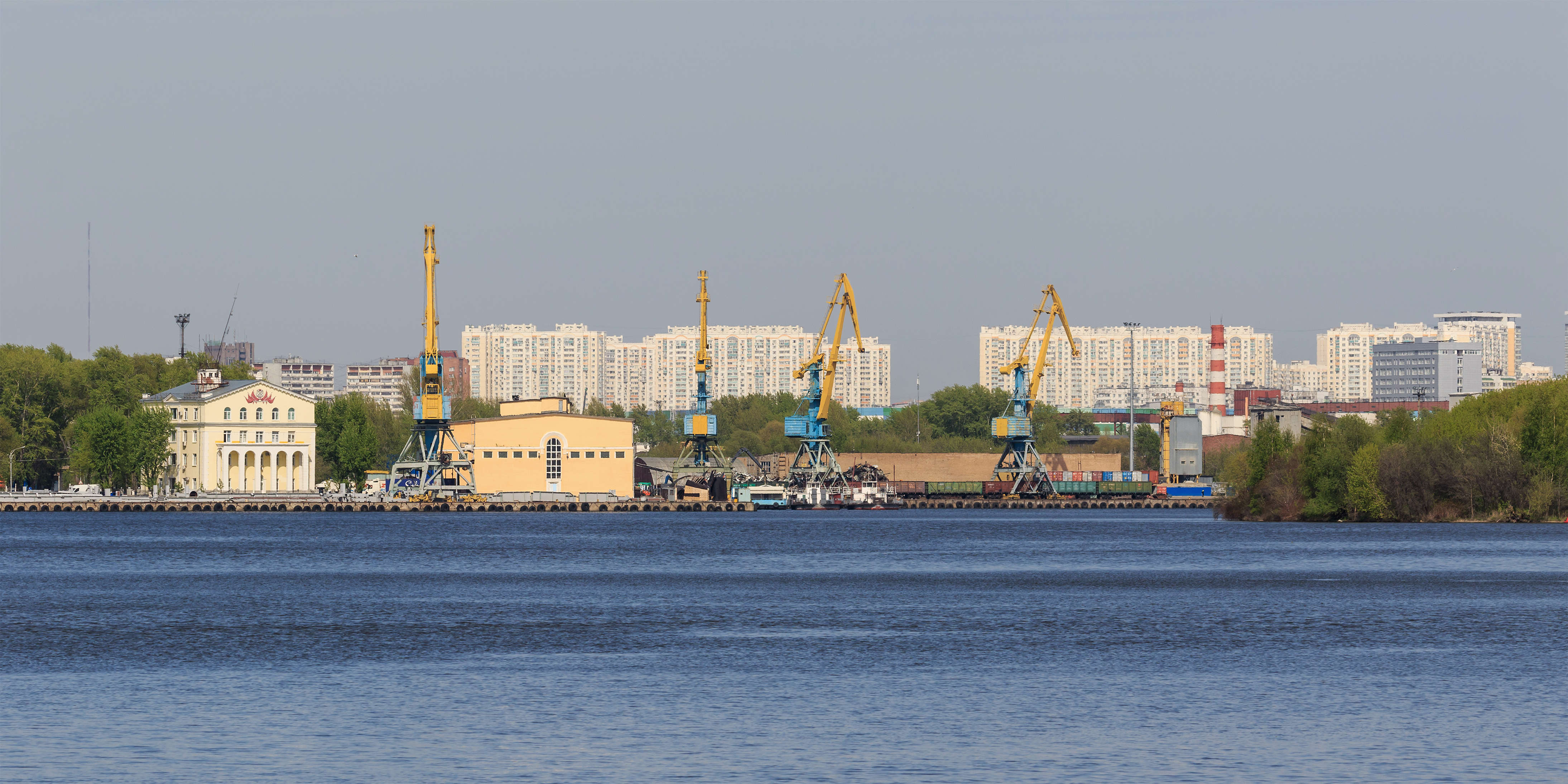
Южный речной порт, вид со стороны Нагатинской набережной

Площадь земельного участка, занимаемого портом, составляет 29,6 га и 1,1 га причала «Печатники». Причальная стенка протяжённостью 2178 метров разбита на 17 специализированных причалов, оснащённых 14 портальными кранами грузоподъёмностью от 10 до 27,5 тонн.
Южный речной порт использует несколько типов складских помещений: двухэтажные капитальные склады, оборудованные грузовыми лифтами и современным погрузо-разгрузочным оборудованием, необходимым для обработки грузов в любой упаковке. Открытые ангары, представляющие собой сборно-разборные металлоконструкции, оборудованы площадками для хранения грузов, не боящихся атмосферных осадков. Общая площадь складских помещений — 87000 квадратных метров.
Контейнерный терминал оснащён тремя портальными кранами грузоподъёмностью от 10 до 27,5 тонн и имеет протяженность по причальной стенке 110 метров. Терминал имеет железнодорожный путь, позволяющий производить перегрузку большегрузных контейнеров с речного транспорта на железнодорожный и автомобильный, и в обратном порядке. Комплекс порта по обработке контейнеров, поступающих речным транспортом, является крупнейшим в Москве.